# Bahnhof Bietigheim-Bissingen
Der Bahnhof Bietigheim-Bissingen (bis 31. Dezember 1974 Bietigheim (Württ)) ist ein Eisenbahnknotenpunkt in Bietigheim-Bissingen, an dem sich die Württembergische Westbahn von der Frankenbahn trennt. Mit seinen acht Bahnsteiggleisen ist er der größte Bahnhof im Landkreis Ludwigsburg. Bedient wird er von Regionalzügen und der Linie S5 der Stuttgarter S-Bahn.

## Geschichte

### Anschluss an die Nordbahn
Mit dem Weiterbau der Nordbahn, die Stuttgart mit Heilbronn verbinden sollte, konnte am Bahnhof Bietigheim am 11. Oktober 1847 der Betrieb von Ludwigsburg bis nach Bietigheim aufgenommen werden. Der Bahnhof lag etwa zwei Kilometer außerhalb der Stadt am Laiernwald. Bemühungen seitens der Stadtverwaltung, die Station näher an der Stadt zu errichten, lehnte die Direktion der Staatsbahn ab. Neben dem Empfangsgebäude gab es anfangs ein Gebäude mit weiteren Dienstwohnungen, einen Güterschuppen und eine Lokomotivremise. Am 25. Juli 1848 erfolgte die Inbetriebnahme des restlichen Teilabschnittes der Nordbahn zwischen Bietigheim und Heilbronn.

### Bietigheim wird Eisenbahnknoten
Gemäß den Vorschlägen von Charles Vignoles von 1843/44 sollte sich die nach Bruchsal führende Westbahn in der Nähe von Tamm von der Nordbahn trennen. Doch Oberbaurat Karl Etzel schlug im Juli 1845 vor, die Strecke weiter nördlich abzweigen zu lassen – in Bietigheim. Hier konnte das Tal der Enz, dessen Überquerung unvermeidbar war, an seiner schmalsten Stelle überbrückt werden. Während nach Vignoles' Plänen an der Bissinger Sägmühle ein 46 m hoher und 515 m langer Viadukt notwendig gewesen wäre, kam Etzel mit einer nur 26 m hohen und 287 m langen Brücke aus. Trotz einer verlängerten Streckenführung konnten so 400.000 fl eingespart werden. Den Bau des Bietigheimer Eisenbahnviaduktes traute die Staatsbahn ihrem erfahrenen Konstrukteur bedenkenlos zu, und das Finanzministerium willigte im Februar 1846 ein.
Die Tatsache, dass Etzel mit der Tochter des aus Bietigheim stammenden württembergischen Finanzministers Karl von Gärttner liiert war, die er 1847 heiratete, gab Anlass zur Spekulation, dass Etzel seinem Schwiegervater in spe eine Gefälligkeit erwies, indem er seinen Heimatort zum Bahnknoten machte.
Seit 1852 verfügte die Nordbahn von Stuttgart bis Bietigheim über ein zweites Streckengleis. Das Gleis der Westbahn wurde auf der linken Seite des Empfangsgebäudes errichtet. Der Bahnhof war nun ein Inselbahnhof. Die Inbetriebnahme der neuen Strecke fand am 1. Oktober 1853 statt.
Am 8. Dezember 1879 rollten die ersten Züge auf der Bahnstrecke Backnang–Bietigheim. Durch diese Verbindung konnten die aus Backnang kommenden Güterzüge direkt Richtung Mühlacker oder Heilbronn geleitet werden und umgekehrt. Zu jener Zeit war der Bahnhof Bietigheim der zweitgrößte Bahnhof Württembergs.
1887 siedelten sich die ersten Fabriken in der Äußeren Bahnhofvorstadt an. Unter anderem 1899 die Linoleum-Werke Nairn AG, die sich ein Jahr später in Germania Linoleum-Werke AG umbenannten. Auf der westlichen Seite der Bahnhofstraße (heutige Stuttgarter Straße) baute man Wohn- und Geschäftshäuser sowie ein Hotel. Auch auf Bissinger Gemarkung entstand auf Höhe des Bahnhofs eine Siedlung.
1910 schlug das Unternehmen H. Balz & Co. aus Stuttgart vor, eine Gleislose Elektrische Straßenbahn zwischen der Altstadt und dem Bahnhof verkehren zu lassen. Der Gemeinderat konferierte über das Angebot, musste aber aus Kostengründen eine Absage erteilen.

### Reichs- und Bundesbahnzeit

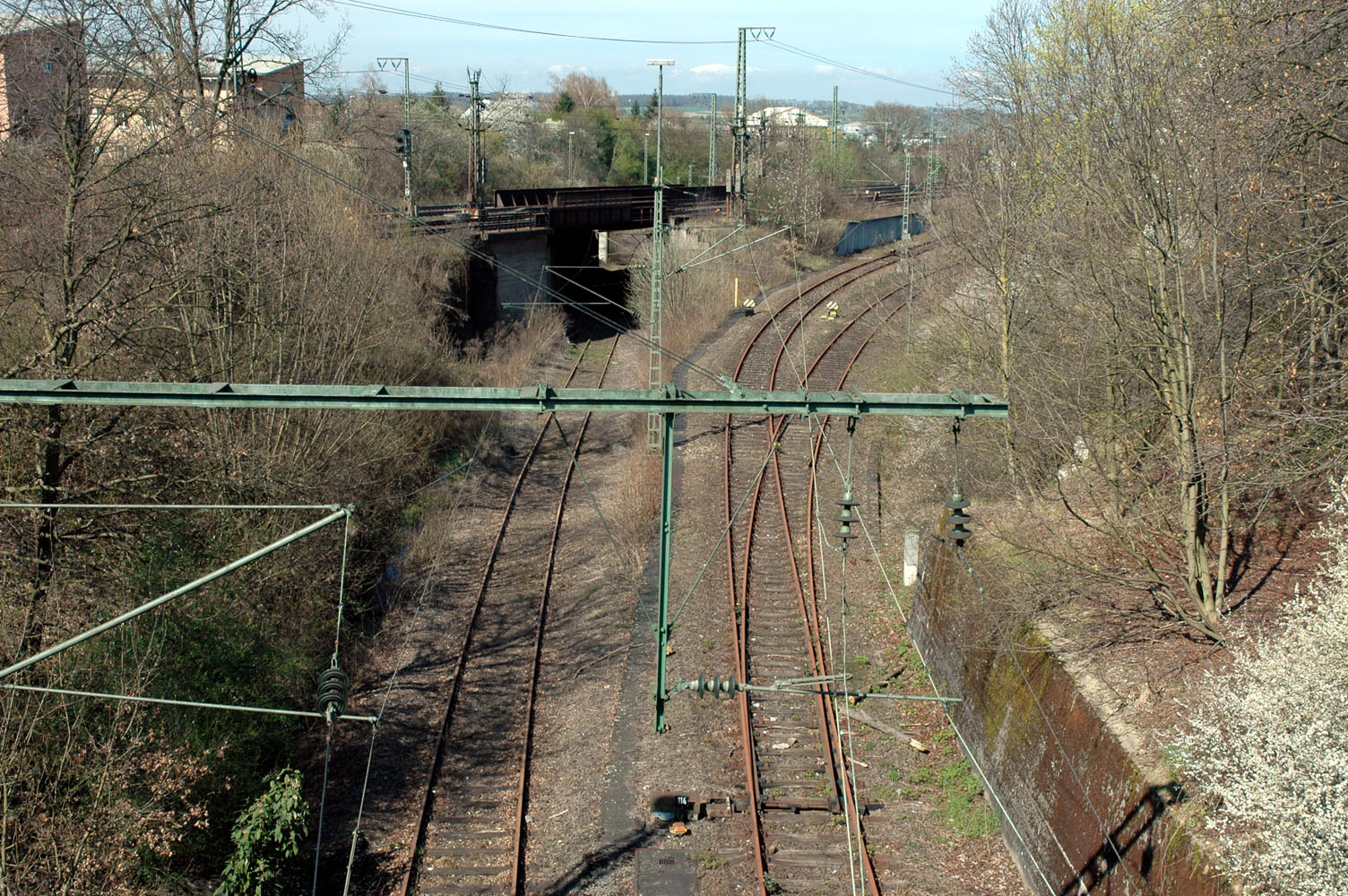
Elektrifizierte Reste der Strecke von Backnang mit Unterquerung der Hauptstrecke (April 2007)

1940 baute die Deutsche Reichsbahn die Nordbahn zwischen Ludwigsburg und Bietigheim dreigleisig aus. Das bereits geplante vierte Gleis folgte erst 41 Jahre später. In unmittelbarer Nähe des Bahnhofs wurde 1942 das Durchgangslager Bietigheim errichtet, in dem etwa 1500 russische und polnische Zwangsarbeiter untergebracht waren und im Krankheitsfall in die Ostgebiete abgeschoben wurden. Bei mehreren Luftangriffen kam es zu schweren Beschädigungen der gesamten Anlage. Die Bahnhofsgebäude errichtete man nur notdürftig wieder. Auf der Bahnstrecke nach Backnang wurde die Brücke über die Autobahn am 20. April 1945 von deutschen Truppen gesprengt, sie wurde nicht wieder aufgebaut und das Teilstück zwischen Bietigheim und Beihingen-Heutingsheim stillgelegt. Ein Reststück fand als Ausziehgleis weiterhin Verwendung, wurde mittlerweile jedoch durch Prellböcke gesperrt und somit stillgelegt.
Mit der Elektrifizierung des Streckenabschnittes Ludwigsburg–Bietigheim erhielt der Bahnhof am 10. November 1950 Anschluss an den Stuttgarter Vorortverkehr.
Am 1. Januar 1975 schlossen sich die Stadt Bietigheim und die Gemeinde Bissingen an der Enz bei der Gebietsreform in Baden-Württemberg zusammen und bildeten die Stadt Bietigheim-Bissingen. Dies führte zur Umbenennung des Bahnhofs. Umgangssprachlich hielt sich der Stationsname Bietigheim, auch als am 31. Mai 1981 die erste S-Bahn in ihren neuen Endbahnhof einfuhr.

### Modernisierung

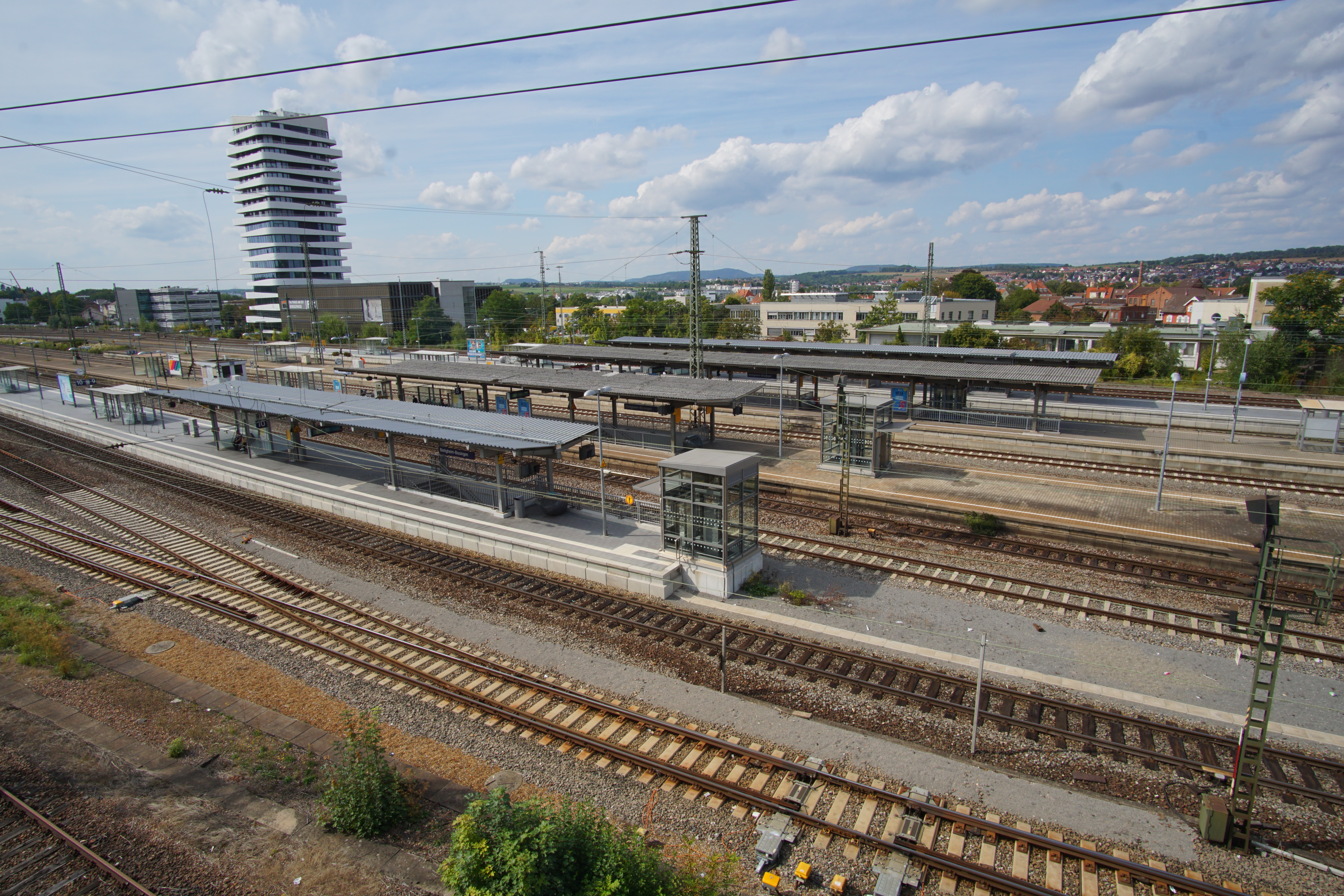
Gesamtanlage

Im Oktober 2015 begann die Modernisierung sowie der barrierefreie Umbau des Bahnhofs. Alle vier Bahnsteige sollten einen Aufzug und eine einheitliche Bahnsteighöhe von 76 cm erhalten, mit Ausnahme des Bahnsteiges an den Gleisen 5 und 6, der schon seit Aufnahme des S-Bahn-Betriebes auf 210 m Länge eine Höhe von 96 cm hatte. Die Arbeiten sollten bereits 2013 beginnen, entsprechende Gespräche zwischen Bund, Land, Bahn und Stadt hatten sich in die Länge gezogen. Die erste Kostenschätzung vom September 2010 lag bei 3,9 Millionen Euro, die Kostenberechnung vom März 2014 bei 4,8 Millionen Euro, der Teilkostenanschlag vom Juni 2015 bei 5,8 Millionen Euro. Die Maßnahme war Teil eines 117 Millionen Euro umfassenden Bahnhofsmodernisierungsprogramms in Baden-Württemberg. Letztlich wurden drei Aufzüge gebaut und zwei Bahnsteige (an Gleis 3/4 und 9/10) mit einer Höhe von 76 cm neu gebaut. Seit Mai 2017 sind die Arbeiten im Umfang von sechs Millionen Euro abgeschlossen.
Am 26. April 2024 unterzeichneten DB und Stadt einen Finanzierungsvertrag über Planungen für weitere Maßnahmen. Für 10,5 Millionen Euro sollen Bahnsteigbeläge an den Gleisen 5/6 und 7/8 erneuert und mit einem taktilen Leitsystem ausgestattet werden. Ferner sind neue Bahnsteigdächer, eine neue Beleuchtung und eine Aufwertung der Unterführung vorgesehen.
In Bietigheim-Bissingen sollen zusätzliche Abstellplätze für neu beschaffte S-Bahn-Triebzüge entstehen. Der Verband Region Stuttgart beschloss am 22. April 2020, eine entsprechende Planung (Leistungsphasen 1 bis 4) zu beauftragen. Ende 2021 lag eine Entwurfs- und Genehmigungsplanung vor. Es sollen zehn Abstellplätze (bezogen auf Kurzzüge) entstehen. Die Inbetriebnahme war für 2024 geplant. Der zunächst für Anfang 2024 geplante Baubeginn wurde auf Ende 2024 verschoben, nachdem der Bauauftrag zunächst nicht vergeben werden konnte. Die Fertigstellung ist bis Ende 2024 geplant.
Der Bahnhof sollte bis 2030 in den Digitalen Knoten Stuttgart integriert werden. Die Ausrüstung wurde 2024 aus finanziellen Gründen zurückgestellt.
Im Bundesverkehrswegeplan 2030 gilt der Bahnhof nach Auskunft der Bundesregierung nicht als Engpass.

## Empfangsgebäude

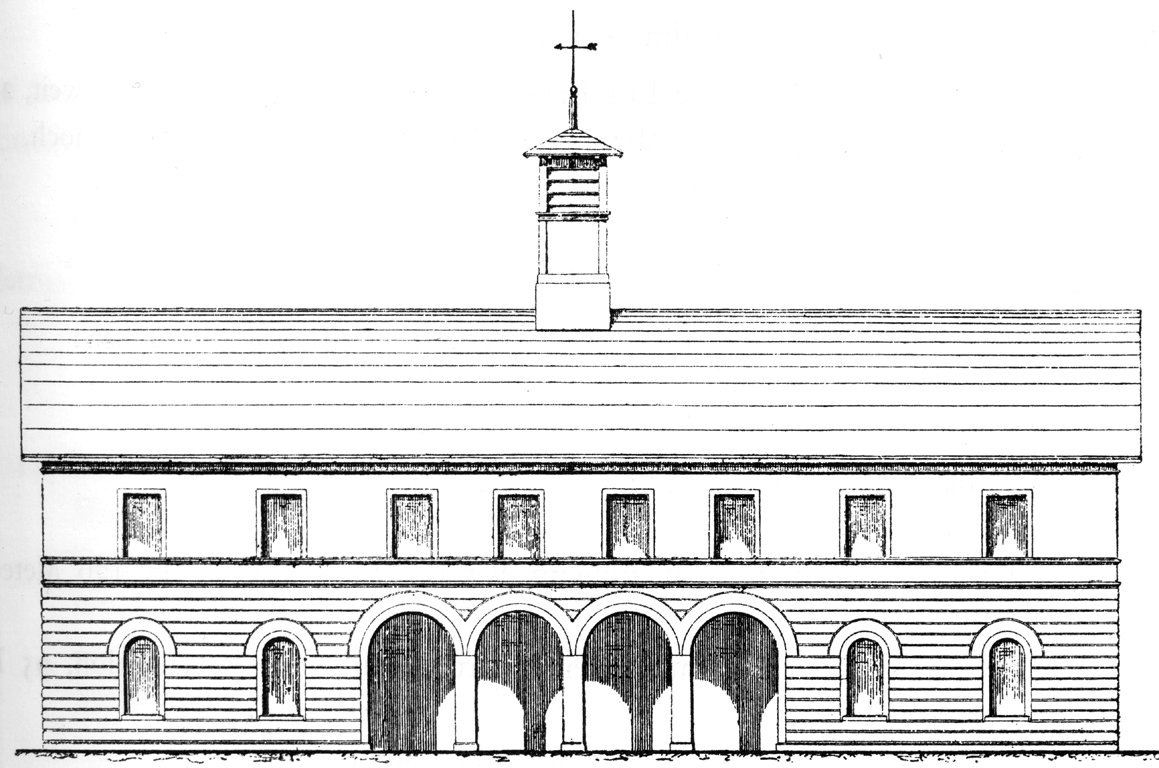
Erstes Empfangsgebäude von 1847

Das erste Empfangsgebäude im seinerzeit üblichen Rundbogenstil entstand vermutlich nach Plänen von Michael Knoll. Es war zweistöckig und verfügte über ein Türmchen mit Uhr und zwei Glocken. Der achtachsige Bau wurde wahrscheinlich aus Werkstein errichtet. Im 1. Stock gab es ein Gesims auf Höhe der Fensterbänke. Durch die fehlenden Risalite, das durchgehende Satteldach und das Fugenbild war das Empfangsgebäude deutlich horizontal gegliedert. Die Mitte wurde durch die vierachsige zentrale Vorhalle und den Glockenaufsatz betont. Das Bahnhofsgebäude von 1847 verfügte im Erdgeschoss über zwei Wartesäle, ein Büro für den Bahnhofsvorstand, ein Kassenzimmer, einen Gepäcksaal und einen Personalraum. Im 1. Stockwerk lagen Wohnungen für das Bahnpersonal.
1887 wurde die Station um ein zusätzliches Verwaltungsgebäude erweitert. Es stand neben dem ersten Empfangsgebäude und verfügte über einen Wartesaal und eine Restauration.
1958 begann der Bau des neuen Empfangsgebäudes, dessen Einweihung am 27. Juni 1961 stattfand. Helmuth Conradi, der auch den neuen Heidelberger Hauptbahnhof entwarf, plante es als zweistöckigen Bau mit einem einstöckigen, rechts angeschlossenen Anbau. Das rechts liegende Flugdach vor der Empfangshalle und der links angeschlossene mit einer Uhr versehene vierstöckige Turm gleichen das Gebäude optisch aus. Die eingezogenen Fensterfronten des Empfangsgebäudes betonen das Betonskelett. Im Turm und im Obergeschoss befinden sich Diensträume. Die Vorgängerbauten blieben noch bestehen und wurden erst später abgerissen.

## Bahnbetrieb

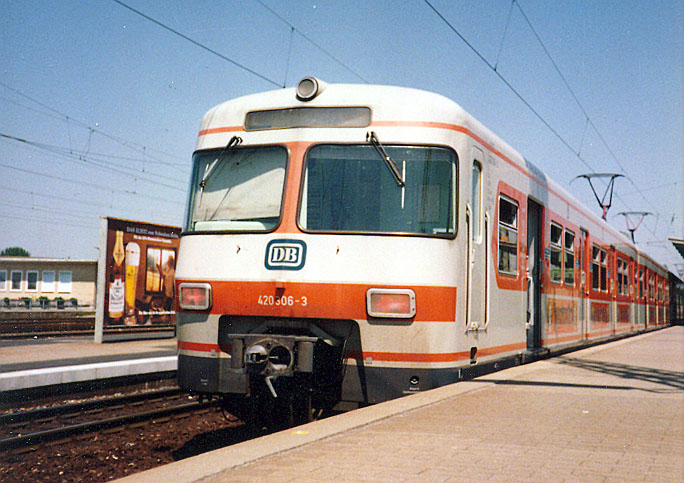
S-Bahn-Triebwagen der Baureihe 420 in Pop-Lackierung auf Gleis 5 in Bietigheim-Bissingen, circa 1989

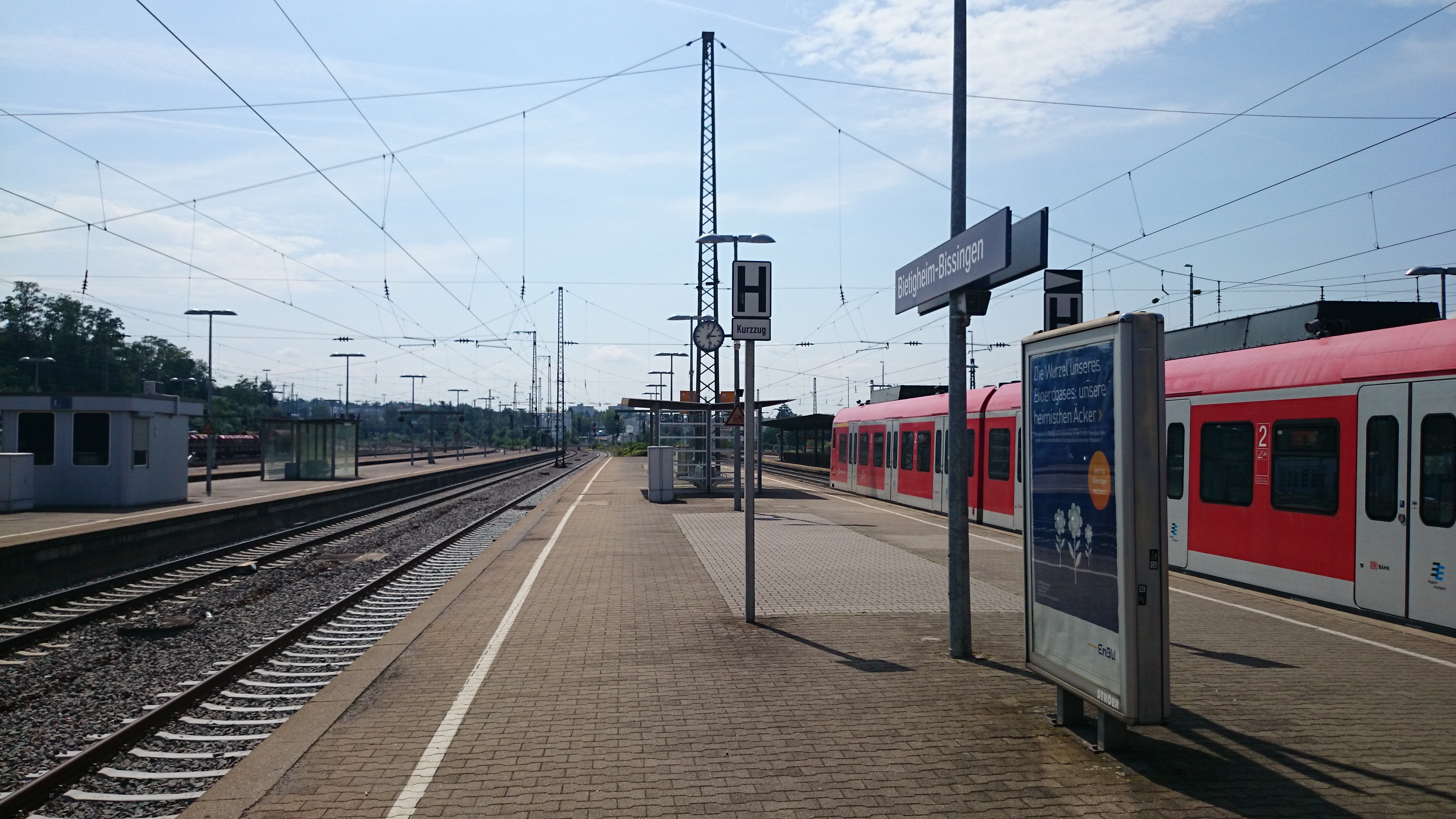
Die Gleise 5 und 6 des Bahnhofs mit einer S-Bahn der Baureihe 423 (2014)

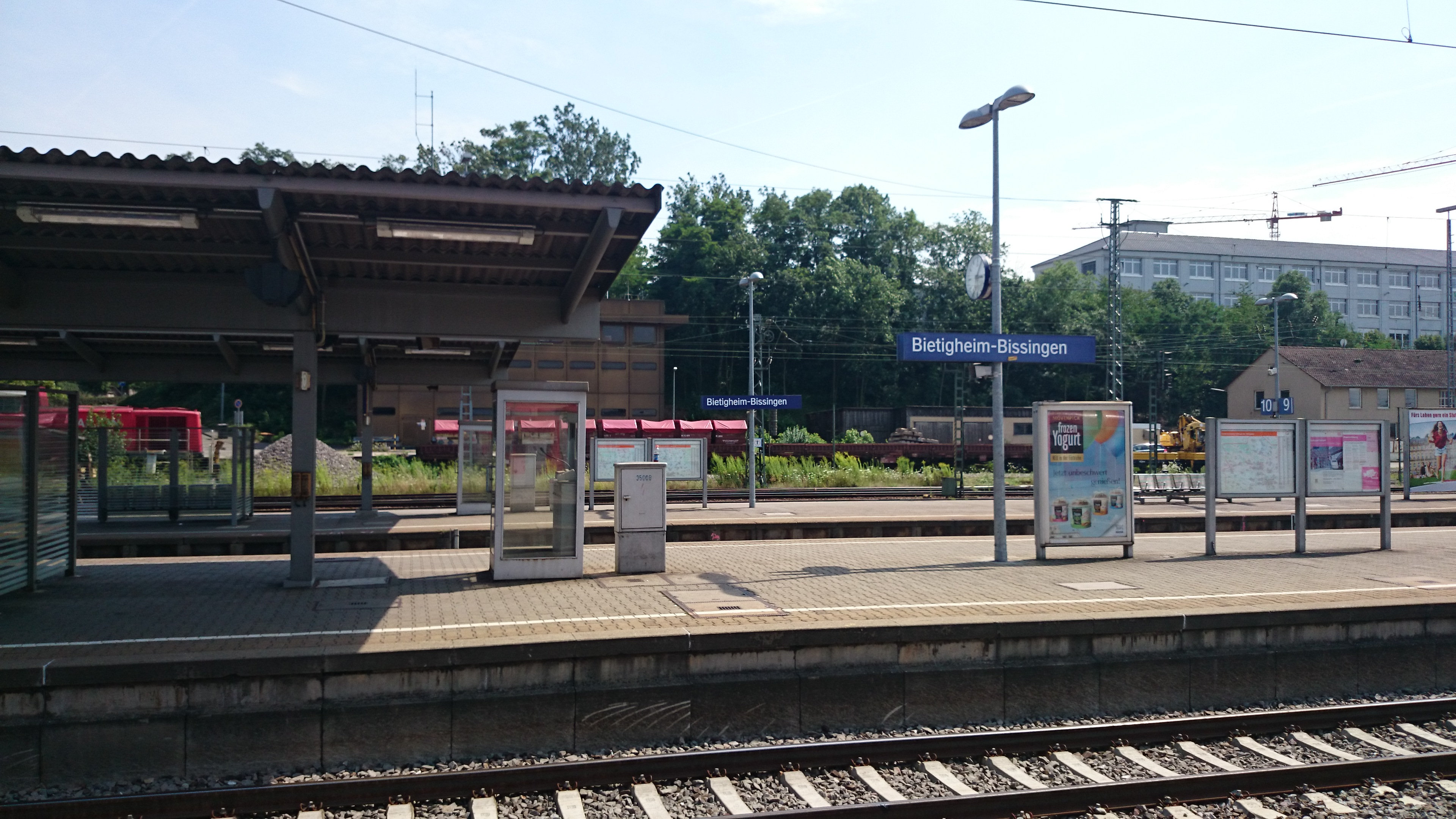
Die Gleisanlagen des Bahnhofs Bietigheim-Bissingen im Juli 2014

Der Bahnhof Bietigheim-Bissingen ist ein Eisenbahnknoten. Die Deutschen Bahn AG führt ihn als Preisklasse 2.
Von Süden führen vier Streckengleise in den Bahnhof. Die beiden inneren Gleise dienen vorrangig der S-Bahn, die beiden äußeren dem Regionalverkehr. Am Nordkopf des Bahnhofs trennt sich die Württembergische Westbahn von der Frankenbahn.
Die Gleise 1 und 2 sind Gütergleise und verfügen über keinen Bahnsteig. Auf Gleis 3 begannen die Stadtbahnen nach Wörth und Bad Wildbad, seit Juni 2019 fahren dort einzelne Regionalzüge nach Stuttgart und Pforzheim. Gleis 4 dient den von Pforzheim und Bruchsal kommenden Regionalzügen nach Stuttgart. Auf Gleis 5 beginnen die S-Bahnen nach Stuttgart Schwabstraße. Auf Gleis 6 enden die S-Bahnen, wenn sie im hinteren Gleisfeld abgestellt werden. Auf Gleis 7 halten die Regionalzüge nach Pforzheim und Bruchsal. Gleis 8 ist den aus Heilbronn und Würzburg kommenden Regionalzügen nach Stuttgart zugeordnet. Gleis 9 wird regulär nicht benutzt, nur als Ausweichgleis, falls andere Gleise belegt oder gesperrt sind. Auf Gleis 10 halten Regionalzüge nach Heilbronn und Würzburg.
Zahlreiche Gleise stehen als Abstell- und Rangierfläche für Güterzüge zur Verfügung.
Das Bietigheim-Bissinger Stellwerk ist ein Relaisstellwerk vom Typ DrS60.

### Regionalverkehr
Von Stuttgart fahren die Metropolexpress-Züge der Linie 17 gemeinsam über Bietigheim-Bissingen nach Mühlacker, wo die beiden Zugteile geteilt werden. Der vordere Zugteil ist planmäßig ein MEX 17a nach Pforzheim bzw. Bad Wildbad oder Karlsruhe. Der hintere Zugteil ist planmäßig ein MEX 17c nach Bruchsal.
| Linie   | Strecke | Taktfrequenz                                                                                |
| ------- | --- | ------------------------------------------------------------------------------------------- |
| RE 1    | Stuttgart – Ludwigsburg – Bietigheim-Bissingen – Vaihingen (Enz) – Mühlacker – Pforzheim – Karlsruhe                                                                   | zwei Zugpaare                                                                               |
| RE 8    | Stuttgart – Ludwigsburg – Bietigheim-Bissingen – Heilbronn – Neckarsulm – Bad Friedrichshall – Osterburken – Lauda – Würzburg                                          | Stundentakt                                                                                 |
| RE 10a  | Tübingen – Reutlingen – Stuttgart – Bietigheim-Bissingen – Heilbronn – Mosbach – Heidelberg – Mannheim                                                                 | ein Zugpaar                                                                                 |
| MEX 12  | Tübingen – Reutlingen – Plochingen – Esslingen – Stuttgart – Ludwigsburg – Bietigheim-Bissingen – Heilbronn (– Mosbach)                                                | Stundentakt (Mo–Fr einzelne Fahrten weiter nach Mosbach-Neckarelz)                          |
| MEX 17a | Stuttgart – Ludwigsburg – Bietigheim-Bissingen – Vaihingen (Enz) – Mühlacker – Pforzheim (– Karlsruhe / Bad Wildbad)                                                   | Stundentakt, zw. Pforzheim und Bietigheim Halbstundentakt, zur HVZ bis Stuttgart verlängert |
| MEX 17c | Stuttgart – Ludwigsburg – Bietigheim-Bissingen – Vaihingen (Enz) – Mühlacker – Bretten – Bruchsal                                                                      | Stundentakt                                                                                 |
| MEX 18  | Tübingen – Reutlingen – Plochingen – Esslingen – Stuttgart – Ludwigsburg – Bietigheim-Bissingen – Heilbronn – Neckarsulm – Bad Friedrichshall – Möckmühl – Osterburken | Stundentakt                                                                                 |

(Stand 2022)

### S-Bahn
| Linie | Strecke                                                                                | Bemerkungen                                                               |
| ----- | -------------------------------------------------------------------------------------- | ------------------------------------------------------------------------- |
| S 5   | Bietigheim-Bissingen – Ludwigsburg – Zuffenhausen – Hauptbahnhof (tief) – Schwabstraße | Während den Bauarbeiten auf der S-Bahn-Stammstrecke nur bis Stuttgart Hbf |
| S 15  | Bietigheim-Bissingen – Ludwigsburg – Zuffenhausen – Vaihingen – Böblingen – Herrenberg | Während der Sommerferien 2021–2023 wegen Bauarbeiten                      |

## Zentraler Omnibusbahnhof
Direkt vor dem Haupteingang befindet sich der Bietigheimer ZOB. Er ist Hauptknotenpunkt des Busverkehrs in der Stadt. Die Linien 551, 554, 556, 558, 559, 561, 564, 542, 544, N57 und N58 werden vom städtischen Unternehmen Spillmann, die Linien 566 und 567 von Omnibus Müller und die Linie N56 von Regional Bus Stuttgart betrieben:
| Linie | Fahrtverlauf | Takt Mo–Fr in Minuten 1 | Takt Sa 2 | Takt So 2 |
| ----- | --- | ----------------------- | --------- | --------- |
| 551   | (Ludwigsburg IKEA –) Buch Berliner Straße – Bietigheim ZOB – Krankenhaus – Kronenzentrum – Metterzimmern (– Sachsenheim Bahnhof)                                                  | 15/30/60                | 30/60     | 60        |
| 554   | (Sachsenheim Bahnhof –) Untermberg – Bissingen Rathaus – Bissingen Waldschule – Bietigheim ZOB – Kronenzentrum – Antonia-Visconti-Straße (– Löchgau – Erligheim – Bönnigheim)     | 15/30/60                | 30/60     | 60        |
| 556   | Bietigheim ZOB – Bissingen Entenäcker – Bissingen Rathaus – Ellental – Kronenzentrum                                                                                              | 15/30/-                 | 30/-      | 60/-      |
| 558   | Bietigheim ZOB – Bruchwald – Laiern – ZOB | 15/30/-                 | -         | -         |
| 559   | Bietigheim ZOB – Büttenwiesen | 15/60/-                 | -         | -         |
| 561   | Ellentalgymnasien – Kronenzentrum – Grünwiesenstraße – Poststräßle – Bietigheim ZOB – Buchzentrum                                                                                 | 30/30/-                 | 60/-      | -         |
| 563   | Kammgarnspinnerei – Kronenzentrum | 30/60/-                 | 60/-      | -         |
| 564   | Krankenhaus – Bietigheim ZOB – Freiberg (Neckar) Bahnhof | 30/60/-                 | -         | -         |
| 566   | Bietigheim ZOB – Sachsenheim Bahnhof (– Sersheim – Vaihingen (Enz)) | 60/60/-                 | 120       | 120       |
| 567   | Hohenhaslach – Freudental Post – Waldhof – Auwiesenbrücke – Bietigheim ZOB – Poststräßle – Großingersheim – Pleidelsheim                                                          | 30/60/-                 | 60        | 120       |
| 542   | Kronenzentrum – Bolzstraße – DLW – Bietigheim ZOB – Bissingen Rathaus – Tamm Bf – Hoheneck Heilbad                                                                                | einzelne Fahrten 3      | -         | -         |
| 544   | Bietigheim ZOB – Bissingen Hallenbad – Untermberg Bissinger Straße – Sachsenheim Porsche                                                                                          | ein Fahrtenpaar         | -         | -         |
| N56   | Bietigheim ZOB – Untermberg – Großsachsenheim – Sersheim – Vaihingen (Enz) – Oberriexingen – Großsachsenheim – Untermberg – Bietigheim ZOB                                        | 60 4                    | 60 5      | -         |
| N57   | Bietigheim ZOB – Kronenzentrum – Metterzimmern – Sachsenheim – Löchgau – Erligheim – Bönnigheim – Freudental – Löchgau – Kronenzentrum – Bietigheim ZOB                           | 60 4                    | 60 5      | -         |
| N58   | Bietigheim ZOB – Buch – Kronenzentrum – Kammgarnspinnerei – Besigheim – Walheim – Kirchheim (Neckar) – Gemmrigheim – Ottmarsheim – Besigheim – Kammgarnspinnerei – Bietigheim ZOB | 60 4                    | 60 5      | -         |

## Industriegleis zur Rommelmühle
Von 1905 bis 1994 war die Rommelmühle in Bissingen über den Bahnhof Bietigheim-Bissingen an das Eisenbahnnetz angeschlossen. Ein 2,8 km langes Industriegleis überwand ausgehend von der Ortsgüteranlage des Bahnhofs den Höhenunterschied von etwa 50 Metern hinab ins Enztal. Um teuren Grunderwerb zu vermeiden, verlief das Gleis in zwei Abschnitten über insgesamt rund 1,1 km straßenbündig auf Rillenschienen entlang der Bahnhofstraße. Im mittleren Abschnitt verfügte das Gleis über eine separate Trasse durch den Gemeindewald Brandhalde.
Das Gleis befand sich in Fahrtrichtung zur hin Mühle betrachtet auf der rechten Seite, das heißt bei der Rückfahrt nach Bietigheim kamen die Güterzüge dem Straßenverkehr frontal entgegen. An der Mühle verzweigte sich die Strecke in zwei Stumpfgleise, so dass keine Umsetzmöglichkeit vorhanden war. Der Beginn der Strecke war als Spitzkehre ausgelegt und erforderte somit einen Fahrtrichtungswechsel. Aufgrund der betrieblichen Gegebenheiten mussten die Güterwagen in Richtung Rommelmühle geschoben werden. Die Bedienung erfolgte ab den 1960er Jahren mit Diesellokomotiven der Baureihe 261.
Neben der Rommelmühle waren von 1919 bis 1930 eine Möbelschreinerei beim Bahnhof und für viele Jahre das Lagerhaus der Darlehenskasse Bissingen über eine über ein Laderampe an der Strecke angeschlossen. Von 1911 bis 1964 gab es an der Brandhalde einen Abzweig zum Bissinger Kraftwerk der Neckarwerke. Der Bahnverkehr zur Mühle wurde 1994, zwei Jahre vor ihrer Stilllegung, eingestellt. Im Sommer 1998 wurden die Schienen entfernt. Die Bahntrasse durch die Brandhalde, der sogenannte „Gleisweg“, ist heute ein befestigter Rad- und Fußweg.
Eine Besonderheit der Strecke waren die mit Dampflokomotiven betriebenen Sonderzüge der Gesellschaft zur Erhaltung von Schienenfahrzeugen (GES). Sie wurden eine Zeit lang – meist anlässlich des alle vier Jahre im Frühjahr stattfindenden Bissinger Holzklobenfests – durchgeführt. Hierfür war an der Rommelmühle die Errichtung eines provisorischen Bahnsteigs erforderlich. Die letzte dieser Sonderfahrten fand 1992 statt.